# Museo de Historia de Seúl
El Museo de Historia de Seúl es el principal museo de historia de Corea del Sur, y se encuentra ubicado en Jongno-gu, Seúl.
Como Seúl fue la capital de Joseon durante 500 años, el museo trata de la evolución de la ciudad desde período prehistórico hasta estos días. La organización exhibe reliquias de muchos temas y también celebra otros eventos como, por ejemplo, el Panoramic Prague.

## Exhibiciones
- Panoramic Prague
- Romántico de Tres Reinos en Corea[2]